# Moritzburg (Saksen)
Moritzburg is een gemeente en plaats in de Duitse deelstaat Saksen, en maakt deel uit van de Landkreis Meißen.
Moritzburg telt 8.363 inwoners. De plaats is vooral bekend vanwege het barokke slot Moritzburg. De in 1904 in gebruik genomen Kerk van Moritzburg is een voorbeeld van neobarok.
Coswig ·
Diera-Zehren ·
Ebersbach ·
Glaubitz ·
Gröditz ·
Großenhain ·
Hirschstein ·
Käbschütztal ·
Klipphausen ·
Lampertswalde ·
Lommatzsch ·
Meißen ·
Moritzburg ·
Niederau ·
Nossen ·
Nünchritz ·
Priestewitz ·
Radebeul ·
Radeburg ·
Riesa ·
Röderaue ·
Schönfeld ·
Stauchitz ·
Strehla ·
Thiendorf ·
Weinböhla ·
Weißig a. Raschütz ·
Wülknitz ·
Zeithain